# Павлович, Вероника Владимировна
Вероника Владимировна Павлович (род.8 мая 1978) — белорусская спортсменка, игрок в настольный теннис, призёрка чемпионатов мира и Европы. Сестра-близнец Виктории Павлович. Заслуженный мастер спорта Республики Беларусь (2007).

## Биография
Родилась в 1978 году в Минске. В 1993 году на первенстве Европы среди юниоров завоевала серебряную медаль в смешанном парном разряде.
В 2000 году приняла участие в Олимпийских играх в Сиднее, но наград не завоевала. В 2004 году приняла участие в Олимпийских играх в Афинах, но опять осталась без наград. В 2006 году стала обладательницей бронзовой медали чемпионата мира в составе команды. В 2008 году завоевала бронзовую медаль чемпионата Европы в парном разряде, но на Олимпийских играх в Пекине опять не смогла добиться медалей. В 2011 году стала обладательницей бронзовой медали чемпионата Европы в составе команды.